# Frank’sche Siedlung

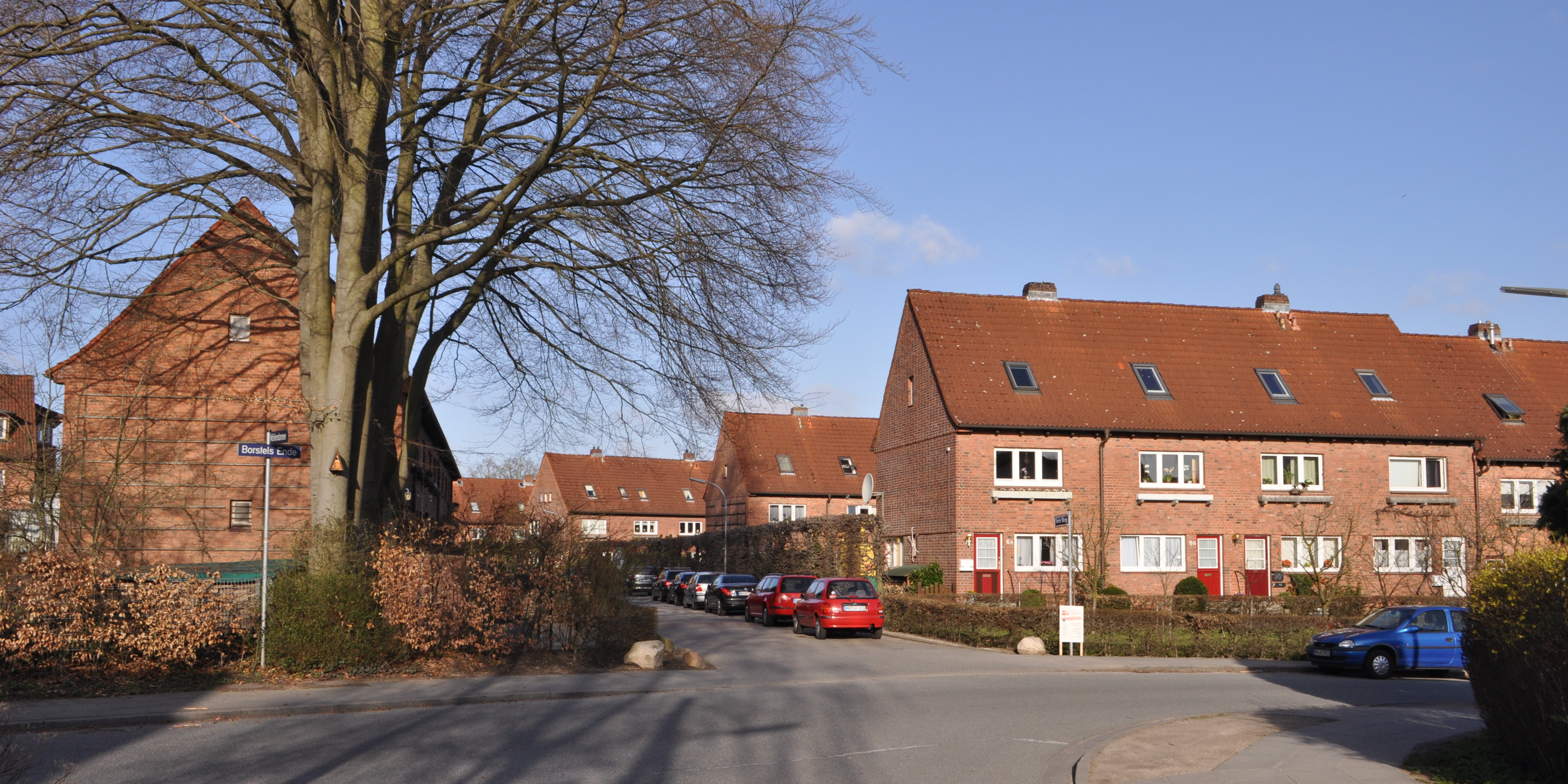
An der Straße Borstels Ende

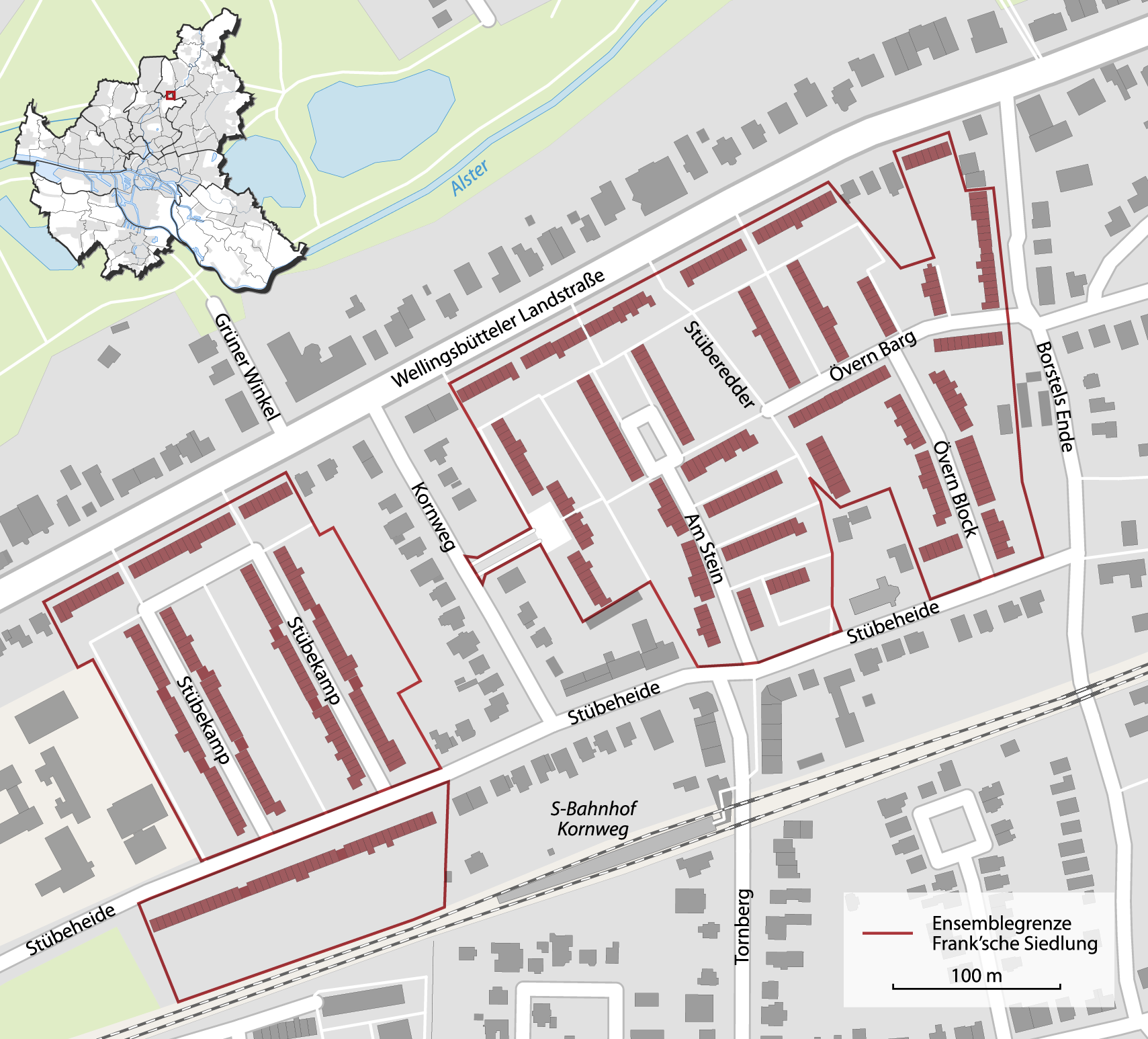
Grenzen des denkmalgeschützten Siedlungsteils

Die Frank’sche Siedlung liegt im Ortsteil Klein Borstel des heutigen Hamburger Stadtteils Ohlsdorf. Sie ist mit 545 Häusern die größte geschlossene Reihenhaussiedlung der 1930er-Jahre in Hamburg und dort eines der herausragenden Wohnungsbauvorhaben jener Zeit.

## Lage
Die Siedlung grenzt im Norden an die Wellingsbütteler Landstraße, im Osten an die Straße Borstels Ende, im Süden an die Straße Stübeheide oder die Alstertalbahn. Die Westgrenze ist uneinheitlich, seit den 1950er-Jahren bildet dort das Areal der Albert-Schweitzer-Schule (Stadtteilschule und Bezirksgrundschule) den Abschluss der Siedlung.
Die bereits vor der Planung der Siedlung vorhandene Wohnbebauung an der Straße Kornweg teilt sie in einen westlichen und einen östlichen Teil. Neben Teilen der Wellingsbütteler Landstraße und der Straßen Stübeheide, Kornweg und Borstels Ende werden heute die Straßen Stübekamp, Stüberedder, Am Stein, Övern Block und Övern Barg zur Siedlung gezählt.

## Geschichte

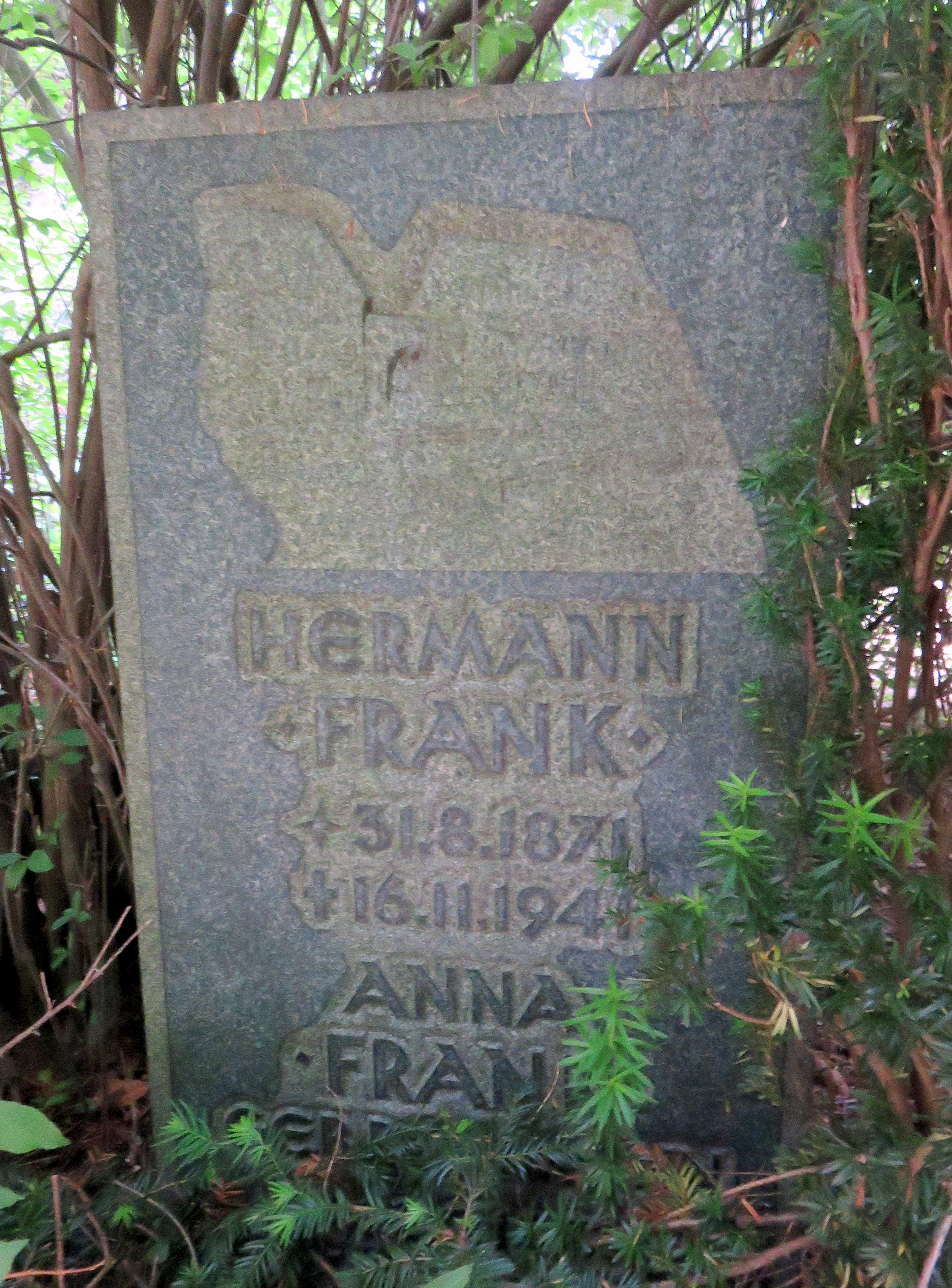
Grabstein für Hermann Frank, Friedhof Ohlsdorf
(mit angedeuteter Frank'scher Siedlung)

Die Siedlung war ein zentrales Projekt der Wohnungsbaugesellschaft der Gebrüder Hermann und Paul Frank, bei dem sie kleine Reihenhäuser (ursprünglich mit 57 m² Wohnfläche) mit schmalen langgezogenen Gärten planten, die auch von Familien mit mittlerem Einkommen genutzt werden konnten und die keine höheren Mieten als innerstädtische Geschosswohnungen haben sollten. Die Gebrüder Frank sahen das Projekt als von der Gartenstadtidee beeinflusste zukunftsweisende Siedlungsform, die preiswertes Wohnen im Grünen ermöglichen sollte.
Das Baugelände an der damaligen Landesgrenze bot fast 15 ha freie Fläche, die durch die Alstertalbahn bereits gut an das Hamburger Verkehrsnetz angebunden war. Die Pläne riefen schnell den Widerstand der bisherigen Anlieger hervor, die darin eine städtebauliche und soziale Gefahr sahen. Eine aufwendige Informationskampagne unter Beteiligung von Fachbehörden und NSDAP konnte die Gegenargumente entkräften, so dass 1935 mit dem Bau begonnen wurde.
Der erste Bauabschnitt entstand 1935 im westlichen Teil in der Rekordzeit von 16 Wochen. Die Gebäude waren streng in Zeilen ausgerichtet und wurden kaum variiert.
Der zweite, größere Bauabschnitt entstand von 1936 bis 1939 im östlichen Teil. Hier ist die Anordnung und Gestaltung der Häuser differenzierter, die gemeinschaftlichen Grünflächen sind aufwändiger gestaltet, der gesamte Siedlungsteil besitzt einen geschlosseneren Charakter. Mit dem zweiten Bauabschnitt entstanden auch Nahversorgungseinrichtungen, so eine Grundschule und eine Kirche an der Straße Stübeheide und eine Ladenzeile nahe der S-Bahn-Haltestelle.
Die Gestaltung der Häuser zeigt eine Mischung aus Elementen des Neuen Bauens der 1920er-Jahre und des in den 1930er-Jahren favorisierten Heimatschutzstils.

## Wohnkonzept
Für alle Bauabschnitte wurden zweigeschossige, 4,3 m breite Haustypen in Zeilen aufgereiht, die bis zu 85 m lang sind und bis zu 20 Häuser umfassen. Der Hausbreite entsprechende ca. 100 m² große Gärten ziehen sich von der Rückfront der Häuser bis zu einem zwischen den Hauszeilen verlaufenden Fußweg. Durchgangsverkehr wurde weitgehend vermieden, die Eingangsseiten der Häuser sind durch schmale Wohnstraßen in Form von Stichstraßen oder Ringen erschlossen. Als wesentliche Neuerung gilt die Ausrichtung der Häuserzeilen mit dem Giebel zu den Hauptstraßen. Dadurch konnte die Ausrichtung der Häuser häufig so gewählt werden, dass Wohnräume und Terrassen nach Süden oder Westen zur Sonne ausgerichtet waren und trotzdem vom Durchgangsverkehr wenig beeinflusst wurden.
Die Häuser sind durch rotes Ziegelmauerwerk, Satteldächer und definierte Fenstergliederungen einheitlich gestaltet. Alle zeigen im Innenraum den Grundtyp einer 4-Zimmer-Wohnung mit Wohn- und Küchenbereich im Erdgeschoss, Schlafräumen im ersten Stock, einer Ausbaureserve im Dachgeschoss sowie Bad, WC und Hauswirtschaftsräumen im Keller. Maximal standen so pro Haus 101 m² Wohn- und Nutzraum zur Verfügung, der zur Zeit der Erbauung als ausreichend für eine bis zu zehnköpfige Familie angesehen wurde.
Die den Häusern zugeordneten Gärten sind ein wichtiger Bestandteil des Konzeptes, da sie auch die Versorgung der Bewohner mit Nahrungsmitteln unterstützen sollten. Für die Gestaltung der Grünanlagen in der Siedlung war die ortstypische Knicklandschaft Vorbild. Große Bäume wie Eichen blieben erhalten und wurden durch Ebereschen und Birken ergänzt. Kleine öffentliche Freiflächen und gärtnerisch gestaltete Eingangsbereiche lockern die Struktur weiter auf.
Bis in die 1970er-Jahre lebten die Bewohner ausschließlich in einem vererbbaren Dauerwohnrecht. Mittlerweile sind große Teile der Häuser an die Bewohner verkauft worden und werden zu marktüblichen Preisen weitergehandelt. Die Siedlung ist seit ihrer Entstehung als Wohnumfeld sehr beliebt.

## Denkmalschutz
Für die gesamte Siedlung galten schon seit April 1981 umfangreiche Vorschriften zur Erhaltung des Erscheinungsbildes. Sie steht seit April 2011 unter Denkmalschutz. Seitdem müssen Modernisierungs- und Erweiterungsmaßnahmen in Übereinstimmung mit dem geltenden Denkmalpflegeplan stehen. Dieser sieht unter anderem Regeln für die einheitliche Gestaltung von Fenstern, Türen, Dachgauben, Fassaden, Vordächern und Wintergärten vor.

## Einzelne Gebäude
Liste aller denkmalgeschützten Einzelgebäude:

## Fotografien und Karte
Koordinaten: 53° 38′ 5″ N, 10° 3′ 18″ O

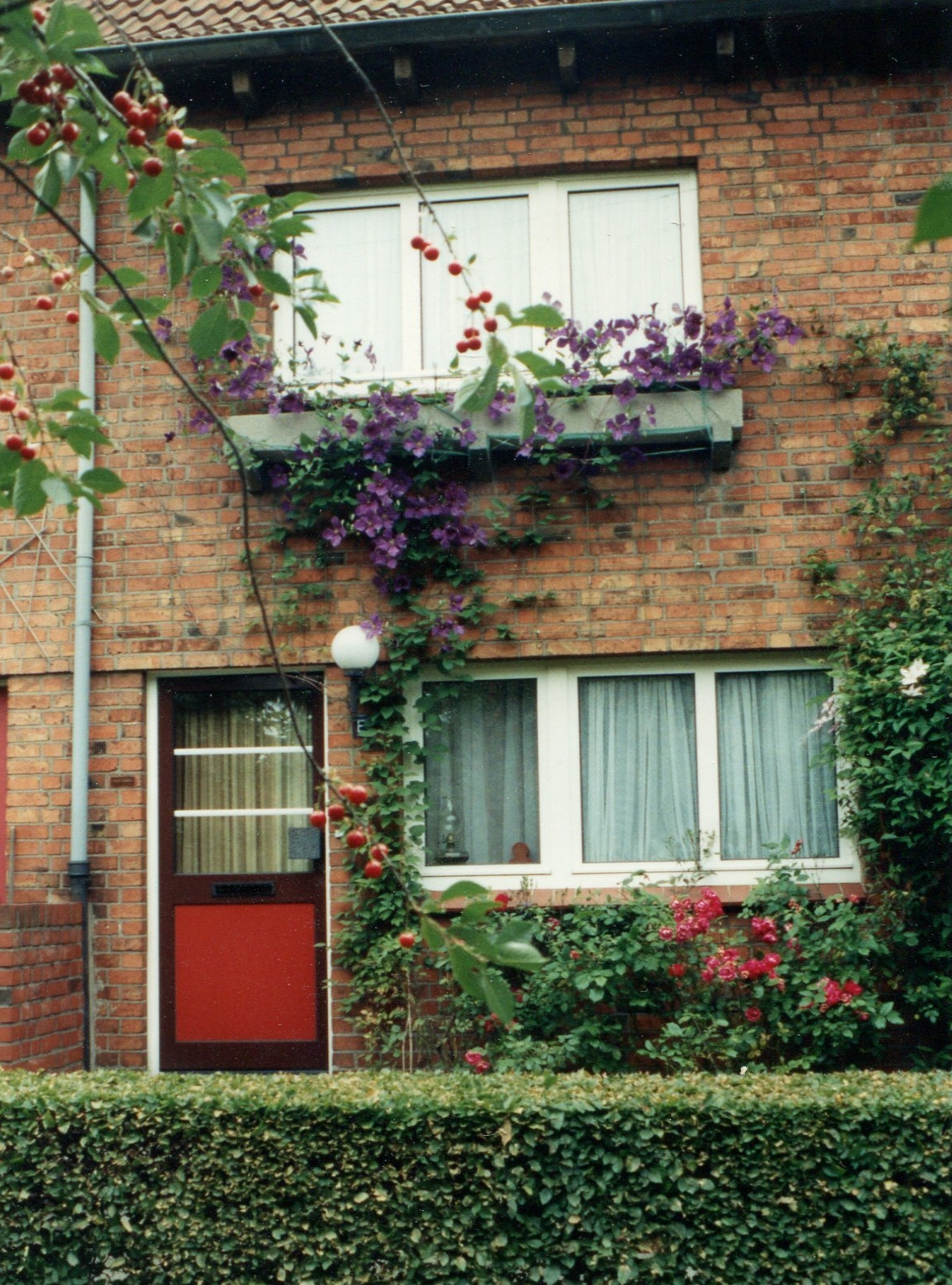
Eingang Haus Kornweg 17e
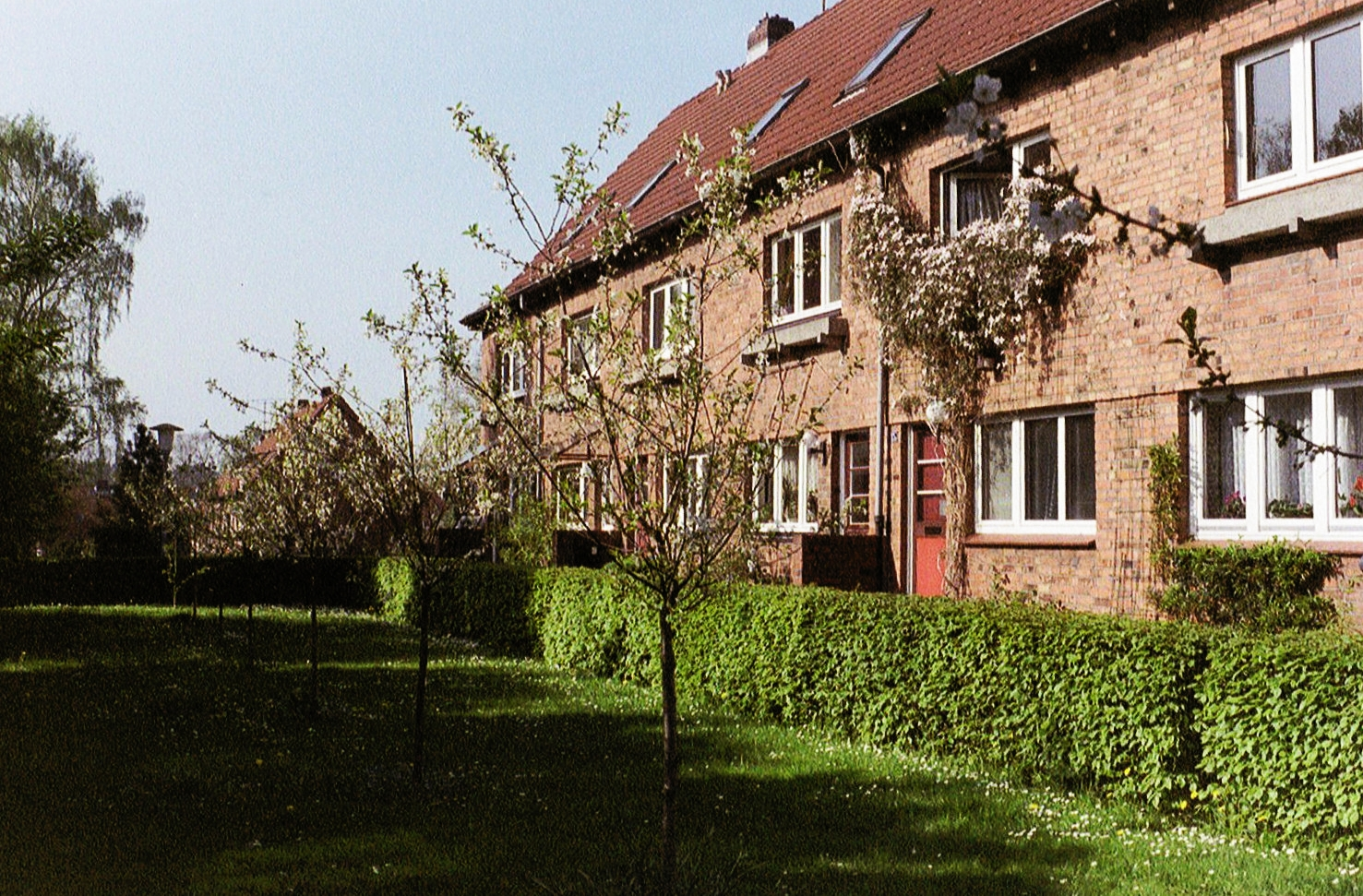
Vorgärten am Kornweg
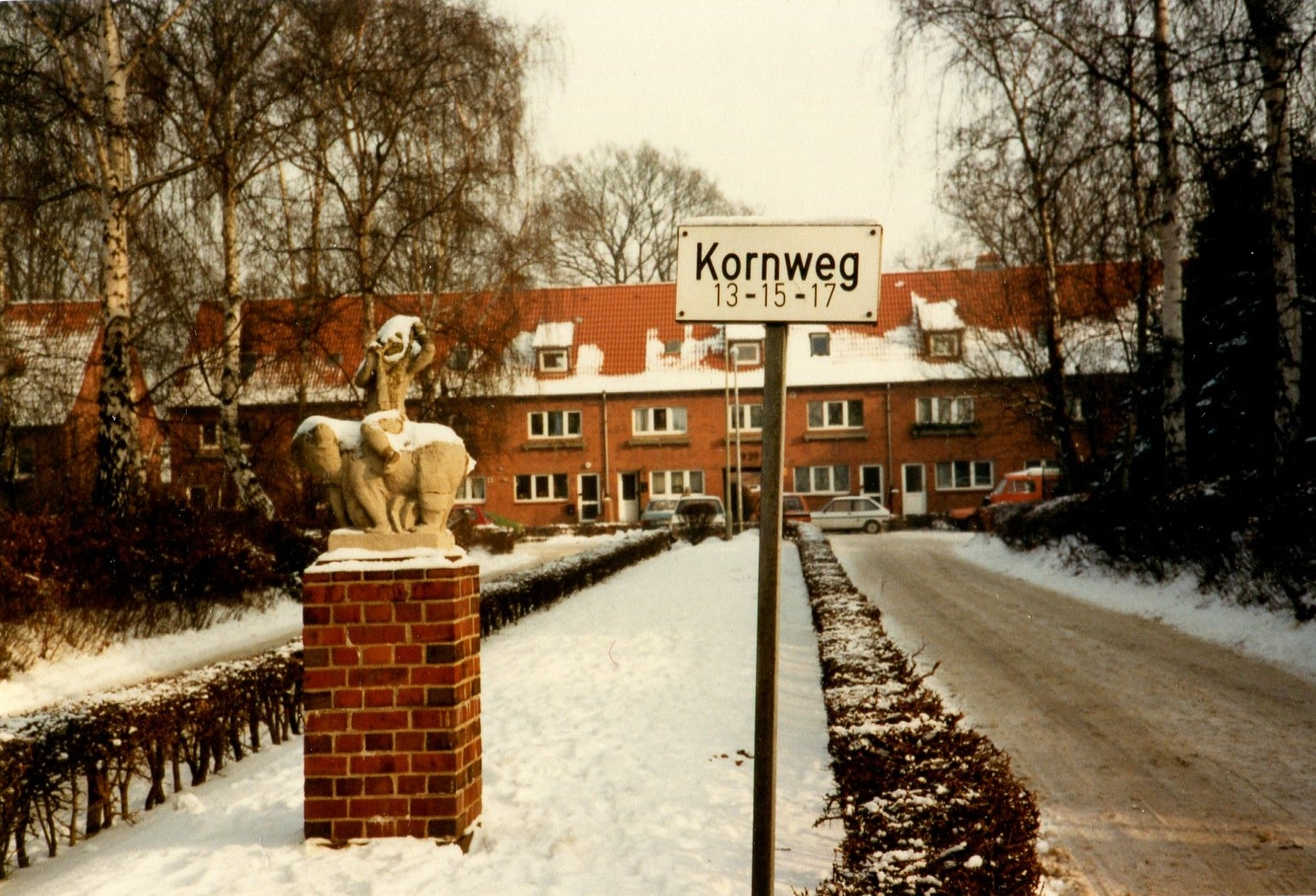
Einfahrt Kornweg, ca. 1982
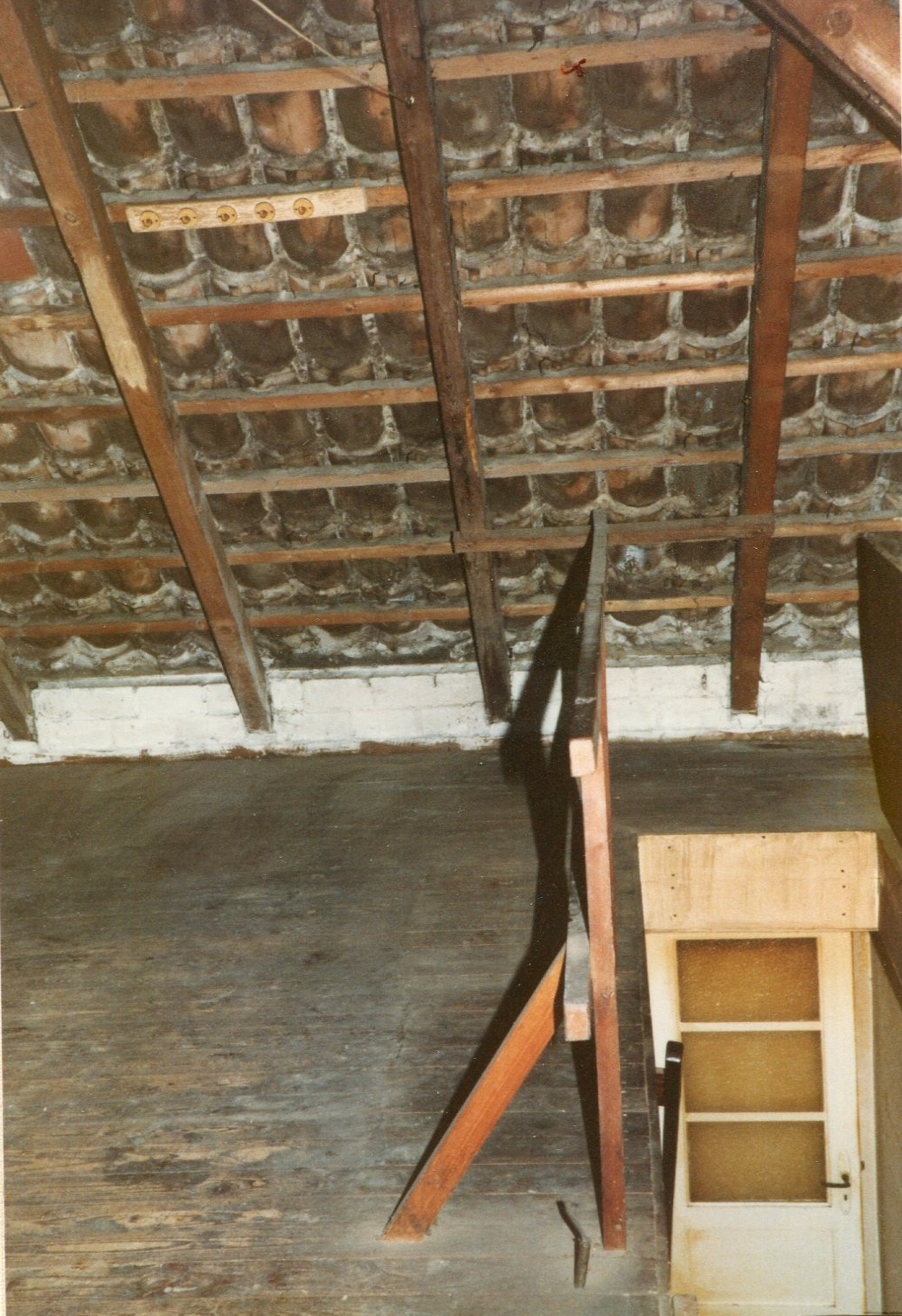
Unausgebautes Dachgeschoss